# Hemangioma cavernós
L'hemangioma cavernós (HC), també anomenat angioma cavernós, és un tipus de malformació dels vasos sanguinis o hemangioma, on un grup de vasos sanguinis dilatats -predominantment venes- formen un tumor de morfologia multiquística i moltes tabicacions internes. A causa d'aquesta malformació, el flux de sang a través de les cavitats quístiques (cavernes) intratumorals, és lent. A més, les cèl·lules que formen els vasos no mantenen les unions necessàries amb les cèl·lules adjacents. També, el suport estructural del múscul llis de la paret vascular disminueix, causant fuites de sang al teixit circumdant. Unes fuites o hemorràgies que originen diversos signes i símptomes associats amb aquests tumors. Histològicament, quasi sempre presenten dipòsits d'hemosiderina perifèrics amb tendència a mostrar una morfologia anular. En les RMs aquest fet s'observa sovint en forma d'un halo fosc circumdant a la lesió angiomatosa.

## Etiologia
La majoria dels casos de cavernomes es consideren congènits. No obstant això, les malformacions cavernoses poden desenvolupar-se al llarg de tota la vida. Si bé no hi ha una causa única, diverses mutacions genètiques (en el cas dels cavernomes cerebrals, especialment als gens CCM1/KRIT1, CCM2/MGC4607 i CCM3/PDCD10) donen lloc a l'aparició d'hemangiomes cavernosos. Per més que podria tractar-se d'un tipus de patologia vascular infradiagnosticada, ja que bona part d'ells evoluciona de forma asimptomàtica, els cavernomes del SNC de naturalesa hereditària són infreqüents.
Eventualment, aquestes neoplàsies apareixen en el context d'una exposició a radiacions ionitzants amb finalitats terapèutiques.

## Patogènia
Els hemangiomes cavernosos poden sorgir gairebé a qualsevol localització corporal amb presència de vasos sanguinis i són considerats neoplàsies benignes (no canceroses). Es caracteritzen per tenir aspecte de gerds a causa de les petites bombolles formades pels quists. A diferència dels hemangiomes capil·lars, poden causar desfiguració tributària d'una pròtesi facial i no tendeixen a remetre. Tot i el seu caràcter benigne quan creixen ràpidament és molt possible que provoquin lesions d'importància variable en els teixits del voltant, fet que comporta una major simptomatologia clínica. La síndrome de Kasabach-Merritt és una rara i greu coagulopatia de consum que es desenvolupa com a complicació dels HCs gegants.
Els HCs es veuen sobretot al cervell i al fetge, encara que també s'han descrit a la medul·la espinal, la pell, el pulmó, la glàndula paròtide, la glàndula suprarenal, el tim, la laringe, la melsa, l'os, el budell prim, el pàncrees, el cor o la retina. Molt ocasionalment, els hemangiomes cavernosos retinals provoquen hemorràgies recurrents al vitri. Algunes vegades causen exoftàlmia (protrusió anormal de l'ull) o apareixen de forma simultània a les dues cavitats orbitàries
Els hemangiomes cavernosos hepàtics poden presentar-se com a part d'una síndrome clínica ben definida, per exemple la de Klippel-Trénaunay-Weber. En ocasions puntuals, la seva mida i/o el dolor que produeixen fan necessària una intervenció quirúrgica. Adesiara, s'infecten i formen abscessos o mostren un aspecte pendular. Existeix una variant mixta hemangioma cavernós-hemangioma capil·lar que en casos molt determinats pot ser confosa amb un càncer de fetge.
Els hemangiomes cavernosos cranials congènits són una condició extremadament rara. No és inhabitual observar calcificacions, tant amorfes com puntiformes, a les imatges radiològiques de tomografia computada dels HCs cerebrals.